# Дангорни

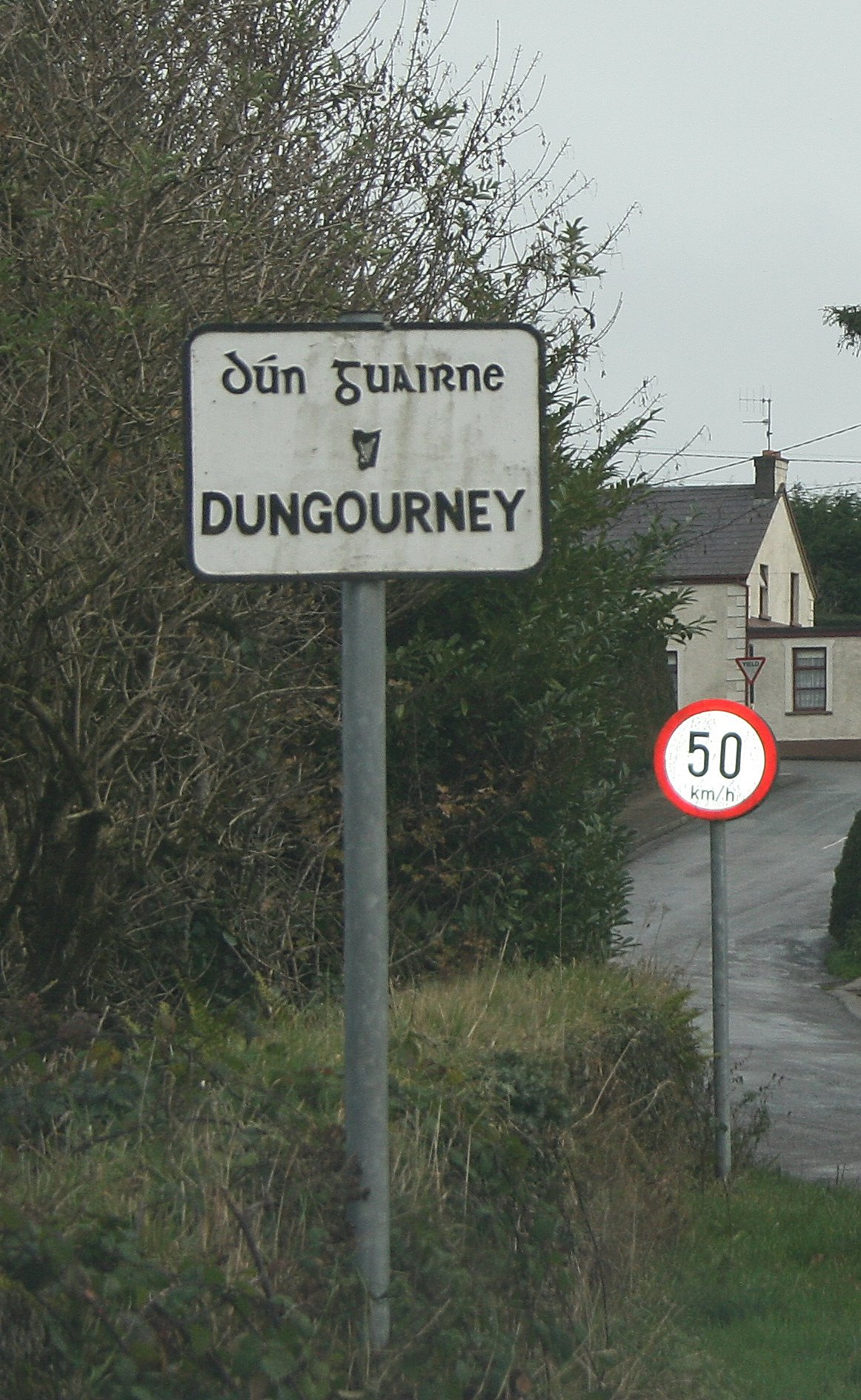

Дангорни (англ. Dungourney; ирл. Dún Guairne, «крепость Горни») — деревня в Ирландии, находится в графстве Корк (провинция Манстер).